# ساوت سنترال، ویچیتا، کانزاس
ساوت سنترال (به انگلیسی: South Central) یک منطقهٔ مسکونی در ایالات متحده آمریکا است که در کانزاس واقع شده‌است. ساوت سنترال ۹٬۲۶۵ نفر جمعیت دارد و ۳۹۲٫۸۹ متر بالاتر از سطح دریا واقع شده‌است.